# Basterotia arcula
Basterotia arcula is een tweekleppigensoort uit de familie van de Basterotiidae. De wetenschappelijke naam van de soort is voor het eerst geldig gepubliceerd in 1898 door Melvill.